# Scirrhia castagnei
Scirrhia castagnei är en svampart som först beskrevs av Jean François Montagne, och fick sitt nu gällande namn av Nitschke 1870. Enligt Catalogue of Life ingår Scirrhia castagnei i släktet Scirrhia, ordningen Capnodiales, klassen Dothideomycetes, divisionen sporsäcksvampar och riket svampar, men enligt Dyntaxa är tillhörigheten istället släktet Scirrhia, familjen Dothideaceae, ordningen Dothideales, klassen Dothideomycetes, divisionen sporsäcksvampar och riket svampar. Arten är reproducerande i Sverige. Inga underarter finns listade i Catalogue of Life.